# Monroe (Ohio)
Monroe è una città degli Stati Uniti d'America, situata nello Stato dell'Ohio, nella contea di Butler e nella contea di Warren. Il nome è un riferimento al Presidente James Monroe. La città era sede della statua del Re dei Re, andata distrutta nel 2010.